# Евпсихије Цезарејски
Свети мученик Евпсихије је хришћански светитељ. Он је био високог порекла, али је од малих ногу васпитаван у хришћанском духу. За време владавине цара Јулијана Флавија Клаудија Евпсихије је ступио у брак са неком угледном девојком. Али ни један дан није поживео у браку, јер се за време његове свадбе одвијао празник са жртвоприношењем идолу Фортуни. Евпсихије је са друговима отишао и полупао све идоле у храму, па и сам храм разрушио. Чувши за ово цар Јулијан се разгневио веома и наредио да се виновници посеку, да се многи хришћани узму у војску, да се удари огроман данак на хришћане, да се о трошку хришћана поново сазида храм Фортуни, и да се граду томе одузме почасно име Кесарија (које му је дао цезар (кесар) Клавдије) и прозове пређашњим именом Маза. Свети Евписхије је најпре везан за дрво и мучен љуто, а по том и посечен, 362. године. 
Српска православна црква слави га 9. априла по црквеном, а 22. априла по грегоријанском календару.